# هانز خودريس

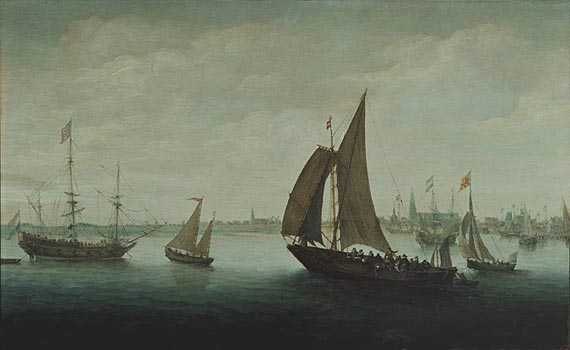
سفينتان تغادران الميناء، تظهر مدينة هورن في الخلفية، من متحف Westfries

هانز خودريس (1595/1600 ، هارلم – 1656/1659 ، هارلم) كان رسامًا هولنديًا في العصر الذهبي .

## سيرة شخصية
كان خودريس ابنا ليوريس خودريس (Joris Goderis) و مارينتخن لايبورتس (Marijntgen Lijbaerts).
ذكر لأول مرة مع كورنيليس فيربيك في كتاب Harlemias لمؤلفه ثيودوروس شرفيليوس من ضمن من أختاروا الرسم البحري.
تتمركز رسومات خودريس في المقام الأول حول البحر ومناظره المختلفة. وحسب معهد هولندا لتاريخ الفن، فإن خودريس كان تلميذ يان بورسيليس.